# Hanne Desmet
Hanne Desmet (Wilrijk, 26 de octubre de 1996) es una patinadora de velocidad belga.
El 11 de febrero de 2022 ganó la medalla de bronce en la prueba de 1000 metros de patinaje de velocidad en pista corta de los Juegos Olímpicos de Pekín 2022.

## Palmarés internacional
| Juegos Olímpicos de Invierno | Juegos Olímpicos de Invierno | Juegos Olímpicos de Invierno        | Juegos Olímpicos de Invierno |
| Año                          | Lugar                        | Medalla                             | Prueba                       |
| 2022                         | Pekín (China)                | Medalla de bronce, Juegos Olímpicos | 1000 m. pista corta          |
| ---------------------------- | ---------------------------- | ----------------------------------- | ---------------------------- |